# Can Menna
Can Menna és un antic molí al disseminat del Jordà al terme de Canet d'Adri (el Gironès). Es tracta de les restes d'un molí, concretament de la mola i restes d'un mur circular, conservades a prop de l'habitatge a qui pertany originalment. L'habitatge és de planta rectangular amb murs paredats i obertures típiques del segle xix.